# 1985 (série télévisée)
1985 est une série télévisée belge en huit épisodes d'environ 50 minutes créée par Willem Wallyn (nl) et diffusée simultanément du 22 janvier au 12 mars 2023 sur La Une et Één.
La série présente à la fois des évènements fictifs et réels ayant une étroite relation.

## Synopsis
Au début des années 1980 en Belgique, trois amis Marc, Vicky et son frère Franky quittent Lovendegem, près de Gand, pour aller vivre à Bruxelles. Tandis que la jeune femme va étudier le droit à la Vrije Universiteit Brussel, les deux amis s'engagent dans la gendarmerie belge, où, au milieu d'intrigues, ils vont être confrontés aux Tueurs du Brabant.

## Distribution
- Tijmen Govaerts (de) (VFB : Arthur Dubois) : Marc De Vuyst
- Mona Mina Leon (VFB : Aaricia Dubois) : Vicky Verhellen
- Aimé Claeys (VFB : Grégory Praet) : Franky Verhellen
- Peter Van Den Begin (VFB : Laurent Van Wetter) : Herman Vernaillen
- Tom Vermeir (nl) (VFB : lui-même) : Guy Goffinard
- Roda Fawaz : Madani Bouhouche
- Thomas Ancora : Marcel Barbier
- Guillaume Kerbusch : Robert Beijer (nl)
- Yoann Blanc : Christophe Dejoyaux
- Titus De Voogdt (VFB : Philippe Allard) : Philippe Debels
- Jan Hammenecker : père Verhellen
- Barbara Sarafian (VFB : Fabienne Loriaux) : Agnès De Vuyst
- Jean-Michel Balthazar (VFB : Benoît Van Dorslaer) : Léon Finné
- Arne De Tremerie (VFB : Pierre Lebec) : Bart
- Lino Van Reeth : Rik
- Johan Knuts : Flor
- Philippe Résimont : Bonnevalle
- Lien Thys (VFB : Ludivine Deworst) : Chantal
- Hans Van Cauwenberghe (nl) : Chef

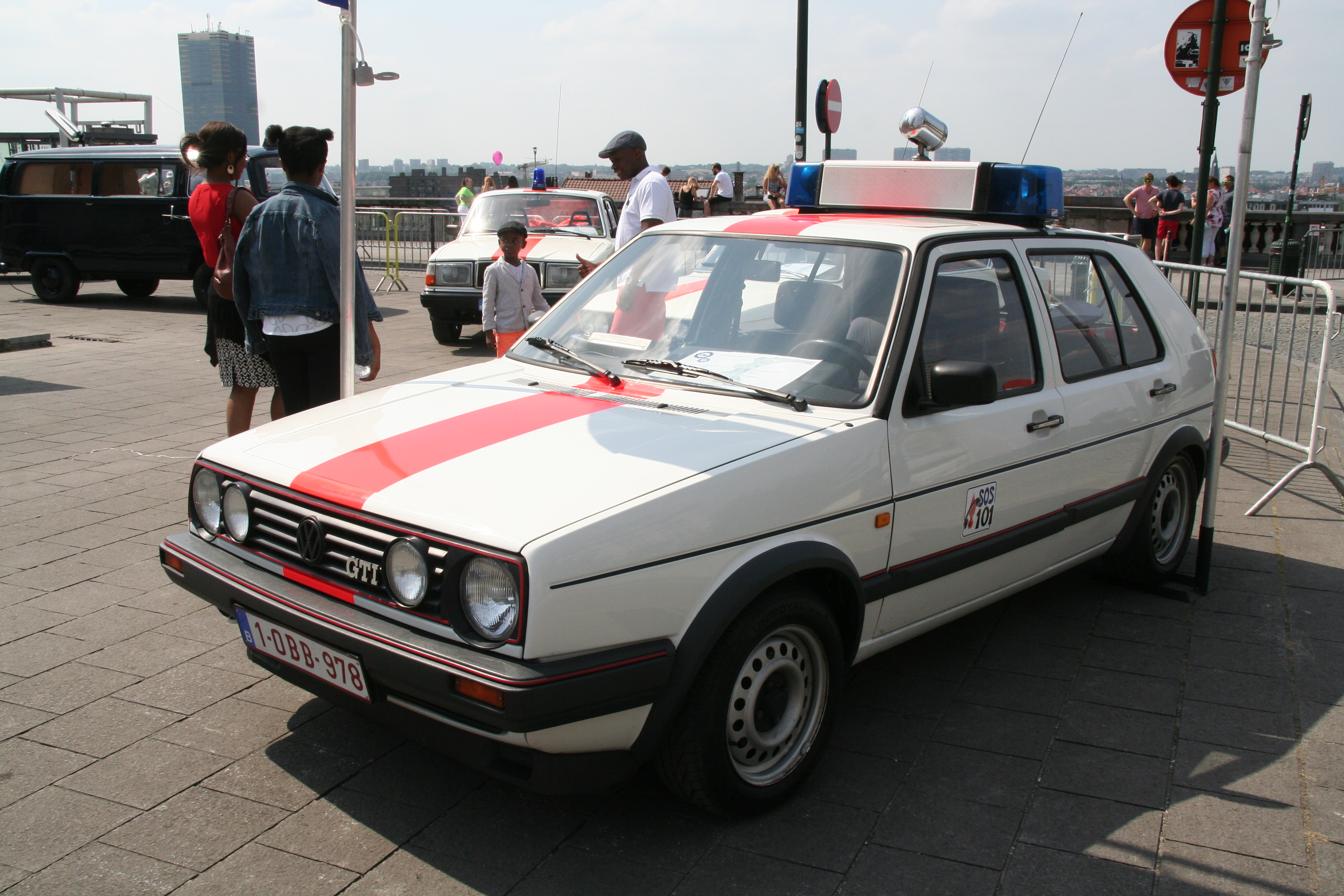
L'intrigue met, entre autres, en scène l'ancienne gendarmerie belge lors des tueries du Brabant autour de l'année 1985.

- Josse De Pauw (VFB : Jean-Marc Delhausse) : ministre de La Défense nationale
- Tibo Vandenborre (VFB : Laurent Bonnet) : Léon François
- Iliass Denounne : Cipier
- Youri Dirkx : Gast Jonathan
- Ruth Becquart (VFB : Maïa Baran) : Magda Vernaillen
- Thelma Van den Begin (VFB : Noa Lecot) : Annick Vernaillen
- Baptiste Sornin : Juan Mendez
- Erico Salamone : Louis Swennen
- François Maquet (VFB : Alexandre Crêpet) : Paul Latinus
- Simon Delecosse[2] (VFB : Simon Duprez) : Jean Corneille
- Pieter Piron (nl) (VFB : Franck Dacquin) : commandant du corps de gendarmerie Bert
- Michelangelo Marchese : Procureur du Roi Jean Deprêtre
- Benjamin Ramon : Patrick
- Olivier De Smet : Andre de Vuyst
- Rosita Huybrechts : Moemoe
- Edwige Baily : Mme Bouhouche
- Aran Bertetto : Frank Eaton
- Joël Gosset : le juge d'instruction Weasel
- Valérie Lecot : infirmière
- Éléonore Meeus : la journaliste
- Pierre Bodson : père de Vicky

Version françaiseDame Blanche
- Direction artistique : Marie-Line Landerwijn
- Petits rôles et ambiances : Valérie Lemaître, Jean-Pierre Denuit, Benoît Grimmaux, Claire Tefnin, Olivier Cuvellier, Mickaël Dubois, Patrick Waleffe
- Source : Carton de Doublage RTBF

## Épisodes
Les titres en version originale néerlandaise sont renseignés entre parenthèses lorsqu'ils différent de la VF.
1. De Lovendegem vers le futur (Naar Brussel)
2. Donnant-donnant
3. Bambi
4. Stress post-traumatique (Neen aan de 10.000)
5. Nivelles (Nijvel-Nivelles)
6. Westende
7. La Stratégie de la tension (Strategie van de spanning)
8. Papa

## Réception presse
TV Magazine la qualifie de  palpitante en mêlant brillamment thriller et fin de l'innocence.
Les Inrockuptibles parle quant à lui d'une ambitieuse série belge sur les désillusions de la jeunesse.
L'Echo loue pour sa part des personnages principaux bien écrits, touchants et portés par un casting solide et rafraîchissant.
Het Laatste Nieuws apprécie que la série, qui aborde un drame historique, ne tombe pas dans le piège du sensationnel.
Moustique note que la série reconstitue avec minutie l'ambiance du début des années 80 en Belgique en plus d'aborder cette affaire criminel.
Le Parisien affirme qu'elle incorpore dans une même histoire fiction et réalité avec finesse et justesse, amitié et amour touchant, tendu à l’extrême avec plein de suspense.
Le Monde recommande le visionnage de la série tant pour son réalisme que de son usage de la fiction pour aborder cette tragédie.
La Libre trouve qu'elle soigne son atmosphères années 80, ses personnages et permet de réveiller la mémoire des belges. 
La Croix trouve que la série est une véritable immersion documentée dans cette affaire des tueurs du Brabant, montrant une sombre réalité. 
Le Nouvel Obs parle d'un parangon d'efficacité, louant la mise en scène propre et sans fioriture. 
Benzinemag remarque que la série passe rapidement de la chronique adolescente au thriller et au polar. 

## Distinction
- 2023 : Prix Magnolia - meilleure série étrangère[14]
- 2024 : Ensors - Meilleure série de fiction, meilleur son, meilleure musique, meilleur scénario de série, meilleure direction artistique, meilleurs costumes, meilleure réalisation de série, meilleur montage, meilleur acteur principal de série, meilleur acteur secondaire de série[15].